# Кракемарт
Кракема́рт (фр. craguemarts) — важка коротка європейська шабля з двосічним кривим клинком, що вирізняється великою товщиною. Як правило, мала коротку ручку, інколи прикрашалася різьбленням. Виникла в XIV столітті, була популярна в англійських і французьких моряків (меншою мірою в інших країнах Європи) в XV столітті, крім того, була поширеною селянською зброєю. Її різновид з більш зігнутим, розширеним у вістря і зрізаним під кутом клинком у пізньому середньовіччі стали називати Малкус (іт. Malchus). Шабля кракемарт зажила слави грубої важкої зброї в абордажних боях на тісних палубах кораблів. Нею завдавали потужних ударів, кололи й різали на короткій відстані, але ця зброя потребувала значної фізичної сили при застосуванні. Шабля кракемарт, діючи подібно до консервного ножа, могла пробивати ворожі обладунки, чому сприяло гостре і широке вістря клинка.